# Culicoides onoi
Culicoides onoi är en tvåvingeart som beskrevs av Tokunaga 1940. Culicoides onoi ingår i släktet Culicoides och familjen svidknott. Inga underarter finns listade i Catalogue of Life.